# Kalendář

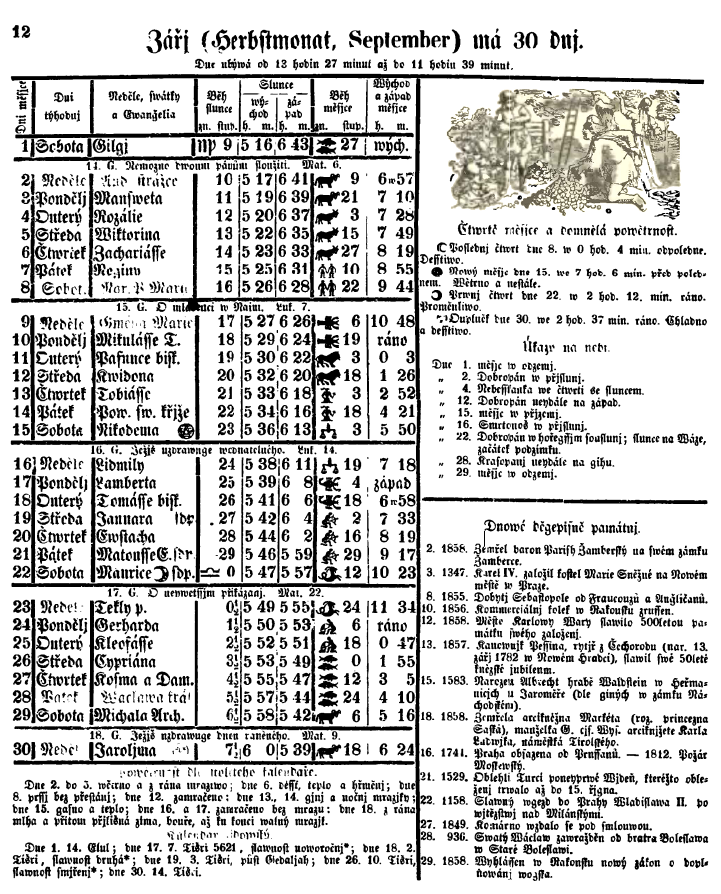
Měsíc září v Novém kalendáři hospodářském na rok 1860 (text psaný frakturou)

Kalendář (lat. calendarium, od calendae, původně svátky novoluní) je abstraktní systém pro členění času datováním a orientaci v čase v periodách dnů a delších v rámci roku. Jeho smysl a vznik je od nejstarších kalendářních systémů stejný – slouží organizaci života a spolupráce lidí v časovém rozsahu mezi jedním dnem a jedním rokem, zvláště pro účely společenské, náboženské, hospodářské a politické, zaznamenané v přehledu událostí. Jednotlivé periody jsou v kalendářních systémech obvykle označené pořadovým číslem, pojmenované nebo obojí.
Nepřesně se pod pojem kalendář zahrnuje i ročení (letopočet) s počítáním roků (let), např. juliánský a reformní gregoriánský kalendář, který mění právě ročení, nikoliv sám juliánský kalendář, tedy uspořádání dnů v roce.
V odvozeném smyslu je kalendářem také grafický rozvrh dní, týdnů a měsíců na určitý rok, například tištěný nástěnný a stolní kalendář, případně kalendář elektronický – anebo rozvrh událostí vůbec či svátků (včetně jmenin) umožňující plánovat. Protože v tištěných kalendářích bývala i četba pro široké vrstvy, označuje se jako kalendář také žánr lidového čtení.

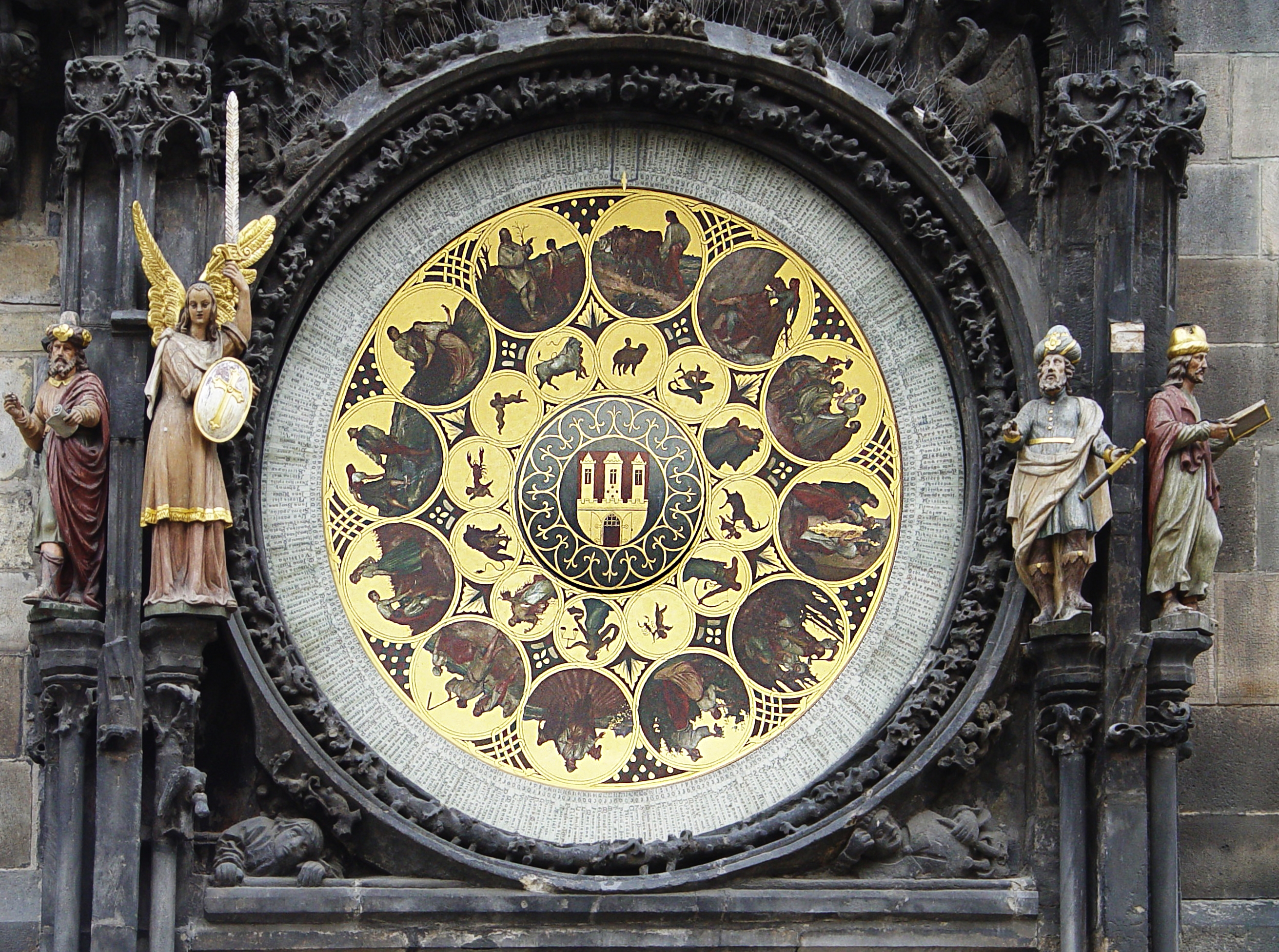
Kalendářní deska staroměstského orloje

## Kalendářní systém
Kalendář slouží především k rozvržení roku pro orientaci v jeho průběhu a pro určování data. Jednotkou kalendářového členění je vždy den, každý kalendářní systém tedy stanovuje:
1. počátek (konec) dne
2. pravidelné členění roku na menší části,
3. počátek roku (Nový rok), kde se prolíná s letopočtem.

Kalendář v širším chápaní zahrnuje také řazení a označování roků, letopočet a jeho počátek – epochu. Za například naší éru, tedy počátek našeho letopočtu, byl stanoven domnělý rok narození Ježíše Krista.
Moderní kalendář pokládá za počátek dne půlnoc, dříve to býval rozbřesk nebo setmění, kombinuje sedmidenní týdny a měsíce o 28 až 31 dnech. Počátek roku klade na 1. leden, 9 až 12 dní po zimním slunovratu (podle toho, kam v prosinci slunovrat připadne).
Letopočet se také promítá do současně nejrozšířenějšího gregoriánského kalendáře (zde vlastně letopočtu) při výpočtu přestupných let, to jest roků, které mají druhý měsíc (únor) o jeden den delší (29. únor). Je to způsobeno tím, že počet dnů během jednoho oběhu Země kolem Slunce není celé číslo, nýbrž 365,242... dnů za rok. Přestupný rok je každý, jehož pořadové číslo buď zároveň je dělitelné 4 a není dělitelné 100 anebo je dělitelné 400. Přestupným rokem tedy není takový rok gregoriánského kalendáře (počínaje rokem 1700), jehož pořadové číslo není dělitelné 4 nebo je dělitelné 100, ale ne 400. V této podobě byl poprvé kalendář vyhlášen papežem Řehořem XIII. roku 1582 a proto se nazývá gregoriánský (Řehoř = Gregorius).
Příklad: Pořadové číslo roku 1596 (už po úpravě Řehoře XIII.) není dělitelné 100 a současně je dělitelné 4, tedy rok 1596 byl přestupný v gregoriánském kalendáři. Pořadové číslo roku 1600 je dělitelné 100 a současně je dělitelné 400, tedy rok 1600 byl přestupný. Pořadové číslo roku 1700 je dělitelné 100 a současně není dělitelné 400, tedy rok 1700 nebyl přestupný.
Kalendářní členění roku se zakládá na počítání tří astronomických cyklů, které se pravidelně opakují:
1. dny: rotace Země kolem vlastní osy čili zdánlivý denní pohyb Slunce,
2. astronomický měsíc: střídání fází Měsíce a od něho odvozené týdny jako měsíční čtvrti a kalendářní měsíce) – od juliánské reformy již "lunární" jen podle jména
3. roky: oběh Země kolem Slunce s nakloněnou osou otáčení vůči rovině tohoto oběhu a z něj vyplývající zdánlivý roční pohyb Slunce čili střídání ročních období.

Z nich nejnápadnější, nejzřetelnější je denní zdánlivý pohyb Slunce, na němž jsou shodně založeny všechny kalendáře. Také střídání měsíčních fází lze snadno pozorovat přímo na obloze a přinejmenším novoluní a úplněk určit s vysokou přesností. Oběh Země kolem slunce a zdánlivé obraty slunce, tak důležité pro zemědělství a obchod, se stanovují mnohem obtížněji a navíc tato roční perioda není s periodou fází Měsíce soudělná. Z toho plynou nesnáze s kalendáři i množství různých kompromisních systémů.

## Hlavní typy
Podle toho, kterému z hlavních cyklických pohybů dává kalendář přednost, se obvykle rozlišuje:

### Lunární kalendář
Lunární kalendář je patrně nejstarší a zakládá se na pozorování měsíčních fází. Jeho hlavní výhoda spočívá právě v tom, že měsíční fáze je zřetelně vidět na obloze. Den v lunárním kalendáři začíná obvykle večer (za soumraku), kdy lze Měsíc pozorovat.

### Solární kalendář
Zemědělské kultury potřebují roční plánování a užívají sluneční čili solární kalendář, jehož základem je rok resp. tropický rok, doba oběhu Země okolo Slunce, přibližně 365,25 dne. Rok se dělí rovnodennostmi a slunovraty na čtvrtiny, čtyři roční období, jejichž přesné určení však už vyžaduje jisté znalosti. Den začínal obvykle na úsvitu a jednou za čtyři roky se vkládal přestupný den. Čistě sluneční kalendář však není praktický, roční období jsou příliš dlouhá. Proto se téměř vždy kombinuje s prvky kalendáře měsíčního.

### Lunisolární kalendář
Protože 12 astronomických měsíčních cyklů je jen asi 354 dnů, řeší se vždy rozpor počítání dnů v kalendáři, aby se srovnal rozdíl mezi čistě lunárním kalendářem a roční dobou a tím se solárním kalendářem. Tím se ovšem naruší sledování měsíčního cyklu a z "měsíce" se stává formální kalendářní měsíc. Pravý, astronomický měsíc pak označujeme jako "lunární" (astronomický) měsíc.
Do kategorie lunisolárních kalendářů patří prakticky všechny známé kalendáře s výjimkou islámského a thajského:
- gregoriánský kalendář,
- jeho předchůdce juliánský kalendář,
- čínský kalendář,
- egyptský kalendář,
- indický kalendář,
- makedonský kalendář
- perský kalendář,
- japonský kalendář,
- židovský kalendář.

Naopak např. islámský kalendář zůstal čistě lunární, na shodu se slunečním rokem úplně rezignoval, takže počátek roku i další islámské svátky nastávají každý rok o 11 dní dříve a každých asi 32 let se proto kalendář o rok „předběhne“.

## Počátek roku
Přesný počátek roku a letopočet nabývají na významu ve vyspělejších civilizacích s kněžskou či písařskou vrstvou, kde se vedou záznamy a účty, platí daně a podobně. Počátkem roku bývaly buď jarní svátky (snad hlavně u pastevců), anebo dožínky, slavnost ukončení sklizně a poděkování za úrodu. Odtud pochází i dnešní začátek školního roku, kdežto náš začátek občanského roku je o 4 měsíce odložen a původně znamenal lhůtu pro zaplacení daní.

## Počátek letopočtu – epocha
Letopočet (éra) jako systém ročení vlastně není věcí kalendáře (dělení času v rámci roku), v běžném užití se ale s ním spojuje. Počátek letopočtu se nazývá epocha, dobu od epochy pak odborníci označují jako éru, tj. letopočet (také ale existuje juliánská éra s přímým počítáním dnů bez ohledu na roky). Stanovoval se velmi různě, zpravidla z nespolehlivých záznamů a legend a zpětně až po proběhnutí několika staletí. U významných dokumentů se často pro jistotu určoval i více způsoby naráz.
- Ve starých říších se roky všeobecně počítaly od nastoupení současného místního panovníka na trůn, jako dodnes v Japonsku, a ještě ve starém Římě se roky nečíslovaly, nýbrž jmenovaly podle konsulů. Obdobně se určoval rok i později např. podle místních biskupů včetně římských (papežů) i jiných významných osob.
- Mezi nejstarší letopočty patří starořecký s počítáním čtyřletí olympiád (od 776 př. n. l.) a římský letopočet ab urbe condita, „od založení města“ Říma (753 př. n. l.).
- Křesťanský letopočet „od narození Krista“, který se dnes všeobecně užívá, vypočetl resp. stanovil jinak málo známý mnich Dionysius Exiguus kolem roku 500. Tento letopočet se prosadil až od 9. století a papežská kancelář jej začala užívat dokonce až po roce 1000. Přesné datum narození Kristova není známo, velmi pravděpodobně to však bylo o čtyři až sedm let dříve, tj. již před naším letopočtem.
- Islámský letopočet od Mohamedova útěku z Mekky do Mediny, hidžra, 622) vznikl v 7. století
- Židovský letopočet spočítali učenci „od stvoření světa“ vlastním výpočtem z údajů v Bibli až ve středověku.

## Týden
Rozdělením měsíčního cyklu na čtvrti vznikne sedmidenní týden. Náboženské zdůvodnění pro sedmidenní týden podává Bible (Gn 1) jako obdoba pracovního období Tvůrce světa. V týdnu se jednotlivé dny zpravidla pojmenovávají, například přiřazením hlavním nebeským tělesům a božstvům, jako v antickém Římě, jak o tom dodnes svědčí názvy v mnoha evropských jazycích. České názvy jsou pořadové (úterý, čtvrtek a pátek), podle jejich pořadí, podle středu (pracovního) týdne „středa“ a závěrečné s tradičním názvem „sobota“, dnem volna „neděle“ a navazující „pondělí“ na začátku.

## Novodobé reformy kalendáře
Rok se tradičně členil svátky a slavnostmi, takže kalendář často úzce souvisel s náboženstvím. Jako významný společenský systém je ho těžké reformovat. Např. gregoriánskou, velmi mírnou, reformu kalendáře z roku 1582 přijala Velká Británie až o dvě století později a Rusko teprve po revoluci 1918. Základem současných kalendářů od juliánského je pravidelné členění roku na měsíce a týdny, přes něž se překládají „pohyblivé svátky“ (Velikonoce, Svatodušní svátky, Roš ha-šana, ramadán a pod.), tradičně odvozované od Měsíce, ale v křesťanském i židovském kalendáři zároveň synchronizované se slunečním rokem. Tradiční kalendářní systémy jsou tedy poměrně složité a od 18. století se objevují pokusy o zásadní racionalizaci a zjednodušení kalendáře, někdy podnícené revolucí, jako francouzský revoluční kalendář (viz níže), který se však neprosadil, podobně jako sovětský revoluční kalendář ze 30. let.
Různé návrhy na racionální reformu kalendáře mají společné jádro a chtějí dosáhnout hlavně následující:
- aby Nový rok připadal vždy na stejný den v týdnu a kalendářové schéma týdnů tak bylo každý rok stejné;
- aby se délka měsíců určovala jednodušším pravidlem;
- aby všechna čtvrtletí byla stejně dlouhá.

Obvykle se navrhuje, aby se na konci roku zařazoval jeden den (v přestupném roce dva), který by nebyl součástí týdne ani měsíce. Zbývající počet 364 je dělitelný sedmi, takže rok může souhlasit s cyklem týdnů, a v každém čtvrtletí by pak byl jeden měsíc o 31 dnech, ostatní o 30 dnech. Jiný, radikálnější systém počítal se 13 stejnými měsíci po 28 dnech a jedním nebo dvěma "přestupnými dny".
Nejmírnější reforma by byla změna délky měsíců, aby se pravidelně střídaly měsíce o 31 a 30 dnech. Únor by měl 30 dnů, srpen taky, září 31, říjen 30, listopad 31 a prosinec 29 nebo 30 v přestupném roku. Názvy september, október, november a december by se přesunuly na 7.–10. měsíc, aby to odpovídalo významu těchto názvů (sep~7, ok~8...). Júl a august by se přesunuly na 11. a 12. měsíc.
Nejracionálnější kalendář by počítal dny od 1. do 365. nebo 366., nepoužíval by měsíce ani týdny, ale dekády dnů a na konci roku zbývající období o délce 5 nebo 6 dnů. Názvy dnů by byly prvek, druhek, třetek, čtvrtek atd. Svého předchůdce měl ve Francouzském republikánském (revolučním) kalendáři. 
- Vstříc věřícím vycházejí návrhy, které zachovávají sled týdnů a proto nevsouvají den navíc, ale po 5 nebo 6 letech vkládají celý týden.
- Hankeho a Henryho permanentní kalendář (HHPK)[3] [4][5]má v každém čtvrtletí měsíce o délce 30, 30 a 31 dnů. Kalendář Symetrie 010 [6]má 30, 31 a 30 dnů. HHPK navíc navrhuje zrušení časových pásem a zavedení celosvětového času (UTC).
- Kalendář Symetrie 454 [7] [8] má délku měsíců 28, 35 a 28 dnů každé čtvrtletí.
- Týdenní kalendář s ISO číslováním (ISO týdenní kalendář) nepoužívá měsíce, ale jenom čísla týdnů a dnů v rámci týdne začínajícího pondělím (např. konec roku 2019 byl: neděle (jako každý rok) 2019-W52-7, odpovídá neděli 2019-12-29). V jednoduchosti, uživatelské přívětivosti a praktičnosti překonává dva výše uvedené. Jeho odchylka od astronomického data je taky menší pro to, že přestupný týden se vkládá už při zpoždění o 4 dny a ne až o 7.
- Kombinace kalendářů Symetrie 454 a týdenního udává datum jako číslo dne v týdnu, týden v měsíci, měsíc a rok. Např. poslední den v roku: neděle, 4. týden v prosinci, rok 2019. (7.4.W12.2019.), nebo 4. neděle v prosinci.

Vhodný rok pro přechod na nový kalendář je ten, který začíná v pondělí.
U těchto návrhů se předpokládá ustanovení Velikonoc na stálé datum. Papež František k tomu vyjádřil vstřícnost.
V katolickém liturgickém kalendáři jsou také určité prvky týdenního kalendáře (např. 1.–34. neděle v mezidobí, 1.–5. neděle postní, 1.–7. neděle velikonoční, 1.–4. neděle adventní).
Týdenní kalendář se částečně používá i v losovacích hrách (např.: V 16. týdnu byla tažena tato čísla: ...), ve školství a podnikání (každý sudý týden) a k orientaci v průběhu těhotenství.
Ačkoliv se takové návrhy pravidelně znovu objevují a v 60. letech 20. století se dokonce zdálo, že je mezinárodní organizace schválí, nakonec vždy převládl až nečekaný konzervatismus a z reformy nic nebylo.

## Významnější kalendářní systémy

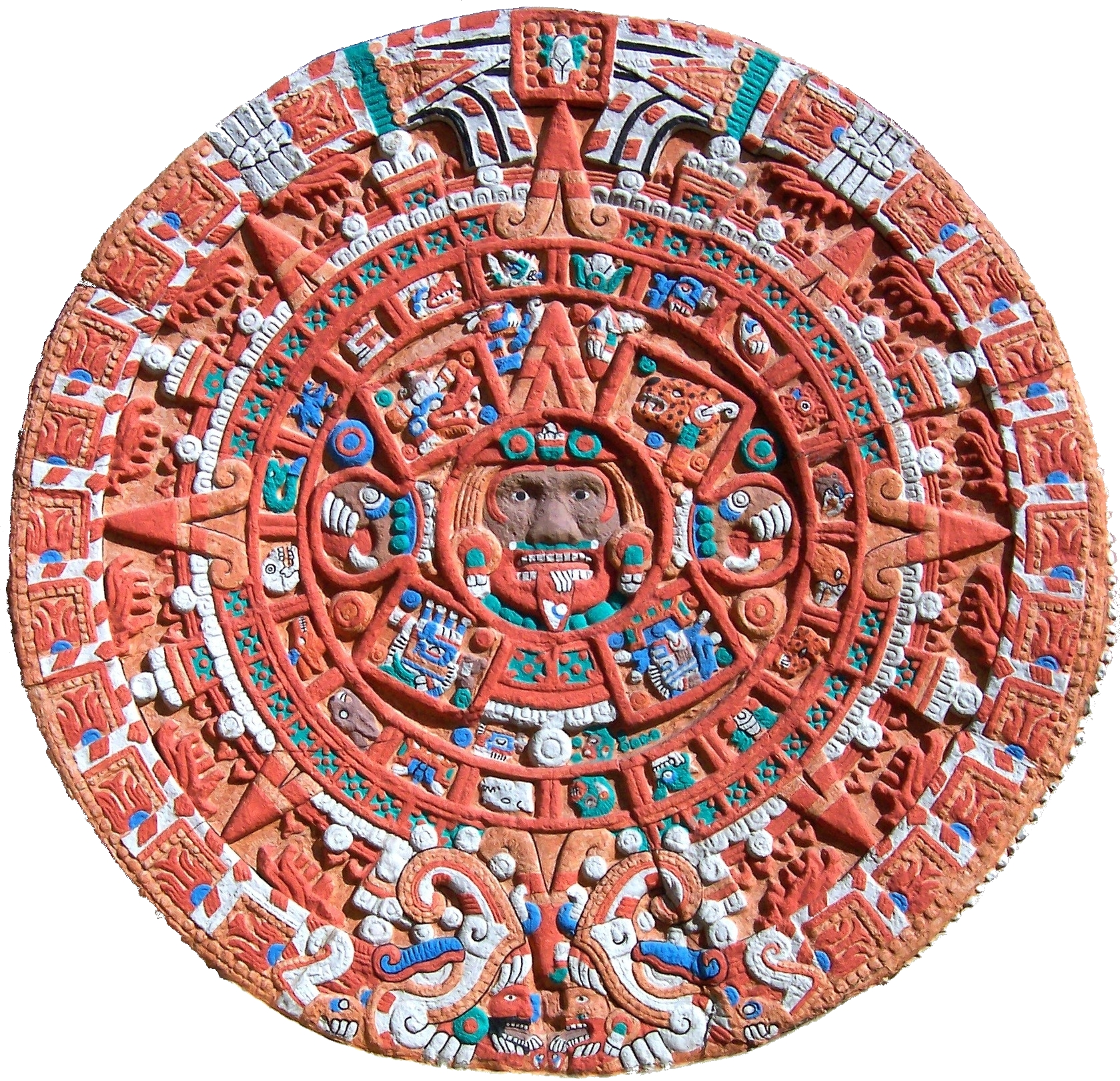
Aztécký kalendář (Replika)

### Egyptský kalendář
Jeden z nejstarších kalendářů, jehož rok měl 365 dní a 12 měsíců po 30 dnech s vloženým „malým měsícem“; roku 266 př. n. l. zavedl Ptolemaios III. přestupné roky. Ptolemaiův kalendář byl o dvě století později základem kalendáře juliánského.

### Řecký kalendář
Řecký den začínal východem slunce. Roky měly 12 nebo 13 měsíců po 29 nebo 30 dnech. Měsíc u starých Řeků se dělil na 3 dekády po 10 dnech, v měsících s 29 dny měla druhá dekáda jen 9 dní. Počátkem letopočtu byl první den první olympiády (8. červenec r. 776 př. n. l.) Olympiáda znamenala čtyřleté období a označovala se pořadovým číslem. Od 87. olympiády se pro vkládání přestupného dne užíval tzv. Metonův 19letý cyklus a od 3. roku 112. olympiády 76letý Kalipův cyklus, který se rovnal čtyřem Metonovým; čtvrtý byl zkrácen o 1 den.

### Mayský kalendář
Mayský letopočet začínal rokem 3114 př. n. l. (podle Thompsonovy korelace) a pracoval s cykly po 5119 letech, „Velkými roky“. Celé schéma zahrnuje více než 36 000 let.
Mayské datum pro tento den totiž je 13.0.0.0.0 4 Ahau 3 Kankin, zatímco mayské datum pro počátek mayského letopočtu v roce 3114 př. n. l. bylo 0.0.0.0.0 4 Ahau 8 Cumhu, někdy označované jako 13.0.0.0.0. A 4 Ahau 8 Cumhu je úplně jiná kombinace Calendar Roundu než 4 Ahau 3 Kankin.

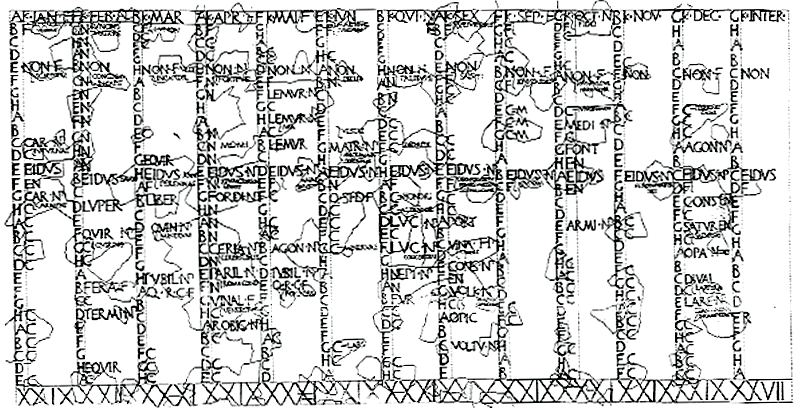
Římský kalendář (Rekonstrukce podle nálezu v Antiu, asi 60 př. n. l.)

### Juliánský (křesťanský) kalendář
Juliánský kalendář zavedl v předkřesťanském Římě Gaius Julius Caesar roku 46 př. n. l.. Měl 12 měsíců po 29, 30 nebo 31 dnech, dohromady 365 dnů a nově začal 1. ledna místo 1. března. Latinské názvy (a v dalších jazycích) 9. až 12. měsíce dosud zachovávají číslování od března (např. září: september).
Každý čtvrtý rok je přestupný, čili přidává se jeden den na konec měsíce února. Sedmý měsíc roku, náš červenec, byl nazván po Césarovi julius; když se měl osmý měsíc na počest císaře Augusta nazvat augustus, dostal také 31 dní a únor byl zkrácen na 28 dní. Délka kalendářního roku je mezi siderickým (hvězdným) rokem a tropickým rokem; spíše je však orientován na hvězdný (siderický) rok.
Za součást tohoto kalendáře se považuje i křesťanský letopočet, který byl ale zaveden až o řadu staletí později.
Kvůli kumulované odchylce od slunečního (tropického) roku vznikl Gregoriánský kalendář – přesněji „gregoriánská korekce Juliánského kalendáře“, protože jde pouze o korekci přestupného vkládání dnů a sám kalendář se nezměnil. Křesťanský juliánský kalendář v plném rozsahu dodnes používá většina pravoslavných křesťanů, počítá se podle něj v historii i před naším letopočtem a používá se i v astronomii.

### Židovský kalendář
Den začíná západem slunce, již z bible (Gn 1) má týden sedm dnů (od posledního dne, který se nazýval „šabat“, pochází naše sobota). Systém přestupných roků je velmi blízký řeckému v jeho pozdní podobě. Roky se dělí na jednoduché (353, 354 nebo 355 dnů) a přestupné (383, 384, nebo 385 dnů) a obě tyto kategorie se dělí na krátké normální a dlouhé. Jednoduché, normální mají 12 měsíců. V přestupných letech se mezi měsíc adar a nisan zařazoval přestupný měsíc – ve-adar. Začátek roku byl určován „moladem“ tj. novoluním, které je nejbližší podzimní rovnodennosti.[zdroj⁠?!] Letopočet klade stvoření světa podle různých údajů bible na 7. říjen[zdroj⁠?!] 3671 př. n. l., což je také první rok první epochy (tišry[zdroj⁠?!]); tento letopočet se však objevuje až ve středověku.[zdroj⁠?!]

### Gregoriánský kalendář
Gregoriánský kalendář vznikl úpravou ročení juliánského kalendáře za papeže Řehoře (Gregor) XIII. v r. 1582, když rozdíl mezi kalendářním a slunečním počátkem roku dosáhl 10 dní. Rok 1582 byl zkrácen o těchto 10 dnů a počet přestupných let byl zredukován tak, že roky dělitelné stem jsou přestupné pouze, jsou-li zároveň dělitelné čtyřmi sty. Kalendář v užším slova smyslu (uspořádání dnů v roce) se vůči juliánskému nijak nezměnil.
Na hvězdný rok se nebere zřetel a odchylka kalendáře od tropického roku je zcela zanedbatelná. Snahy o vytvoření tzv. věčného kalendáře, kde by odchylka neexistovala, mají tedy spíše akademickou povahu.

### Islámský kalendář
Islámský kalendář je výjimečný tím, že je čistě lunární a nezná ani přestupné měsíce, běžné i v daleko jednodušších kulturách, korán totiž přestupné měsíce výslovně zakazuje. Byl zaveden chalífou Umarem roku 637, počátek letopočtu byl stanoven na rok 622 (hidžra).

### Liturgické kalendáře
Pro účely svých svátků a bohoslužeb užívají různé církve vlastní kalendáře či kalendaria, zvláštní význam měl až do 20. století římský kalendář se jmény světců. Je zobrazen mimo jiné i na dolním ciferníku Staroměstského orloje. Tyto kalendáře se zpravidla od Gregoriánského takřka neliší, pouze mají svůj vlastní systém svátků a slavností. Zásadní výjimku tvoří snad pouze neděle a slavnosti, které nezačínají půlnocí, ale již západem slunce předchozího dne (tedy neděle liturgicky začíná v sobotu večer).

### Francouzský revoluční kalendář
Francouzský revoluční kalendář byl zaveden ve Francii 24. listopadu 1793 během tzv. jakobínské diktatury, tedy ve třetí fázi Velké francouzské revoluce. Nový letopočet začínal vyhlášením první francouzské republiky (1792), rok začínal zpravidla podzimní rovnodenností a skládal se z těchto měsíců: Podzim: vendémiaire	(měsíc vinobraní), 	brumaire	(měsíc mlh), 	frimaire	(měsíc jinovatky), Zima:	nivôse 	(měsíc sněhu), 	pluviôse	(měsíc dešťů), 	ventôse (měsíc větrů), Jaro:	germinal	(měsíc rašení), 	floréal 	(měsíc květů), 	prairial	(měsíc luk), Léto:	messidor	(měsíc žní), 	thermidor	(měsíc horka, koupelí), 	fructidor	(měsíc plodů). Tyto měsíce měly tři týdny po deseti dnech (dekády). Dny se jmenovaly podle praktických věcí, potřebných k životu (den ovoce, lilku, …). Nejvýznamnější svátek „Nejvyšší bytosti“, tj. Rozumu, se slavil v červnu. Zavedení kalendáře vyvolalo ve Francii vlnu odporu a obrovské zmatky, nikdy se úplně neprosadil a postupem času zmizel úplně. Oficiálně byl zrušen Napoleonem už v roce 1804.

### Hypotetický keltský kalendář
Roku 1897 byly v blízkosti Lyonu ve Francii nalezeny zbytky bronzové desky, tak zvaný kalendář z Coligny. Podle některých badatelů by to mohl být běžný lidový kalendář pozdní antiky, podle jiných gallský (keltský) kalendář, o němž se zmiňují latinští autoři (César, Plinius mladší). Patrně kombinoval lunární měsíce a solární roky ve 30letých cyklech, kdy se pravidelně vkládaly přestupné měsíce. Den začínal večer, měsíc patrně novoluním a rok buďto letním slunovratem nebo podzimní rovnodenností. Kalendář patrně neznal týdny a počítal se 14denními „půlměsíci“ (srv. anglické fortnight). S oživením zájmu o Kelty vzniklo kolem "keltského kalendáře" (a Stonehenge atd.) množství spekulací, které se však vesměs nedají věrohodně podložit.

## Geologická minulost
V geologické minulosti, zejména ve starších obdobích, vzdálených řádově stovky milionů a miliardy let, by vypadaly kalendáře zcela jinak než dnes. Jiná byla například délka dne, protože Země se rychleji otáčela kolem své osy. Po vzniku naší planety před 4,5 miliardami let trvaly dny jen asi 4 až 8 hodin, dle různých odhadů. Postupně se rotace planety zpomalovala (a stále zpomaluje) a v době posledních dinosaurů před 75 miliony let už trvaly dny 23,5 hodiny (tedy o půl hodiny méně než dnes).